# Nassur Attoumani
Pour les articles homonymes, voir Attoumani.
Nassur Attoumani, né le 5 mars 1954 à Moroni (Comores), est un dramaturge, écrivain et musicien français qui vit à Mayotte.

## Biographie
Nassur Attoumani naît le 5 mars 1954 à Moroni (Grande Comore) de parents originaires de Mayotte. Il étudie à Moroni, puis à Mayotte au collège de Dzaoudzi jusqu'en troisième. Il part ensuite au lycée Saïd-Mohamed-Cheikh de Moroni.
Alors que les Comores déclarent leur indépendance en 1975, les lycéens mahorais sont envoyés à La Réunion. Nassur Attoumani se retrouve ainsi au Tampon, où il termine un baccalauréat littéraire au lycée Roland-Garros. En 1977, il décide de poursuivre des études d'anglais à l'U.E.R d'Orléans.
Son diplôme en poche, il retourne à Mayotte en 1983 pour être professeur d'anglais et de français au collège. À partir de 2002, il organise des échanges entre les services culturels de Moroni et sa région Sada, où il est Directeur de la Maison des jeunes et des cultures.
Il découvre et développe la plupart de ses vocations musicales et littéraires à partir des années 1980. La perte d'un ami, membre de son groupe de musique, dans un accident de voiture lui inspire son premier sketch dans lequel il cherche à dénoncer les travers de la société mahoraise. En amoureux des arts, il continue à se produire sur la scène mahoraise au moyen de pièces de théâtre qui allient humour et satire sur fond de musique.
En 1989, il ose son premier manuscrit de théâtre en langue française avec La Fille du polygame. Ses œuvres, toujours engagées, abordent des sujets controversés tels que la polygamie, le viol ou encore l'inceste,.

## Famille
Il est le père de Géniale Attoumani, journaliste et présentatrice sur Mayotte 1re, et gendre de Younoussa Bamana, ancien député et président du conseil général de Mayotte.

## Distinctions littéraires
En 1999, Interview d'un macchabée a reçu la mention spéciale du jury, au Grand Prix littéraire de l'océan Indien organisé par le conseil général de La Réunion.
En 2004, Mon mari est plus qu'un fou : c'est un homme, a été récompensé au Grand Prix littéraire de l'océan Indien.

## Œuvres

### Roman
- Le Calvaire des baobabs. Paris: L'Harmattan, 2000. Lettres de L'océan Indien.  (ISBN 2-7384-9878-7)
- Nerf de bœuf. Préface de Henri Brouard. Paris, L'Harmattan, 2000. Lettres de L'océan Indien.  (ISBN 2-7384-9877-9)
- Mon mari est plus qu'un fou : c'est un homme. Paris, Naïve, 2006.  (ISBN 2350210219)
- Tonton ! Rends-moi ma virginité….... Orphie, 2015. Différences.  (ISBN 2877639630)

### Théâtre
- La Fille du polygame : théâtre mahorais. Paris, L'Harmattan, 1992. Encres Noires.  (ISBN 2-7384-1608-X)
- Le Turban et la Capote, Paris, L'harmattan - réédition (1re édition : Grand océan, La Réunion, 1997), Collection Théâtre des cinq continents 2009,  (ISBN 978-2-296-10660-4)
- Interview d'un macchabée. Préface de Ali Saïd Attoumani. Paris, L'Harmattan, 1999.  (ISBN 2-7475-0006-3)
- Entre les mailles du diable. Paris, L'Harmattan, 2006.  (ISBN 2-296-00087-8)
- Autopsie d'un macchabée. Préface de Ali Saïd Attoumani. Paris, L'Harmattan, 2009.  (ISBN 978-2-296-10661-1)

### Nouvelles
- Les Aventures d'un adolescent mahorais. Paris, L'Harmattan, 2006. Lettres de L'océan Indien.  (ISBN 2-296-01085-7)
- Les Anachroniques de Mayotte. Bertoua: Ndze, 2012[4].  (ISBN 2911464583)

### Essais
- Mayotte, identité bafouée, Paris : L'Harmattan, 2003.  (ISBN 2-7475-5038-9)

### Bande dessinée
- Le turban et la capote. Illustrations de Luke Razaka. La Réunion: Grand Océan, 1997. Réed. Paris: Harmattan BD, 2013.  (ISBN 978-2-343-01222-3)

### Livre d'images
- Mayotte, l'île hippocampe. Illustrations de Franck Hick, dirigé par Gérart Forat. Le Tampon: Jacaranda, 1993.  (ISBN 978-2-904470-11-0)

### Poésie
- Requiem pour un Nègre. Éditions Ngo, Libreville Gabon, 2016.  (ISBN 978-2-9114647-1-3)

### Discographie
- Ika Yilala. Mayotte, Choungui Éditions, 2005

### Film
- Le turban et la capote. Mise en scène de Frédéric Mary, réalisation de Sophie Fueyo. DVD, 2011[5].

## Sur l'auteur
L'écrivain franco-comorien Mohamed Toihiri lance un hommage à son écriture derrière le fard de la métaphore filée. Son style « est d'une truculence rabelaisienne avec des images très originales et un humour constant, à fleur de peau ». L'auteur « joue à l'aube du XXIe siècle, le rôle joué par les Encyclopédistes au XVIIIe siècle : il s'attaque à tous les tabous, à tous les harams, bref à tous les interdits de coutume, de religion et de politique ».